# Most protetyczny

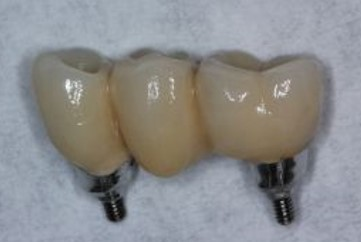
Most protetyczny na implantach

Most protetyczny – uzupełnienie protetyczne mające na celu zaopatrzenie luki bądź luk w łuku zębowym. Typowy most protetyczny składa się z koron protetycznych osadzonych na zębach filarowych (bądź implantach) połączonych z przęsłem lub przęsłami (zębami sztucznymi) zastępującymi brakujące zęby. 
Do wykonania mostu protetycznego konieczne jest oszlifowanie zębów filarowych, na których zostanie on osadzony (zacementowany). Most protetyczny może być wykonany ze stopów metali i licowany akrylem (most tymczasowy), kompozytem oraz ceramiką. Wykonuje się także mosty ceramiczne łączone włóknem szklanym oraz mosty na podbudowie cyrkonowej, licowane ceramiką.

## Wykonanie mostu protetycznego – krok po kroku
I wizyta
- wykonywane jest zdjęcie radiologiczne (zdjęcie zębowe, bądź pantomogram)
- w znieczuleniu miejscowym zęby są oszlifowywane
- następnie pobierany jest wycisk, który wysyłany jest do laboratorium techniki dentystycznej, gdzie most zostanie wykonany
- lekarz dentysta wraz z pacjentem dobierają kolor przyszłego mostu
- na koniec wizyty na oszlifowane zęby zakładana jest korona, bądź most tymczasowy

II wizyta
- korony tymczasowe są usuwane
- przy mniejszych mostach (tzn. obejmujących małą liczbę zębów) gotowy most porcelanowy zakładany jest na zęby, aby pacjent mógł ocenić efekt estetyczny i po ocenie przez stomatologa czy most przylega prawidłowo zostaje zacementowany na stałe
- gdy most uzupełnia większą liczbę zębów i jest to rozległa praca protetyczna to na tej wizycie stomatolog przymierza i ocenia trzon mostu oraz dokonuje ewentualnych korekt

III wizyta – w przypadku rozległych mostów
- po ocenie przez pacjenta efektu estetycznego przymierzonego gotowego mostu i sprawdzeniu prawidłowego przylegania przez lekarza most zostaje zacementowany na stałe

## Rodzaje mostów protetycznych

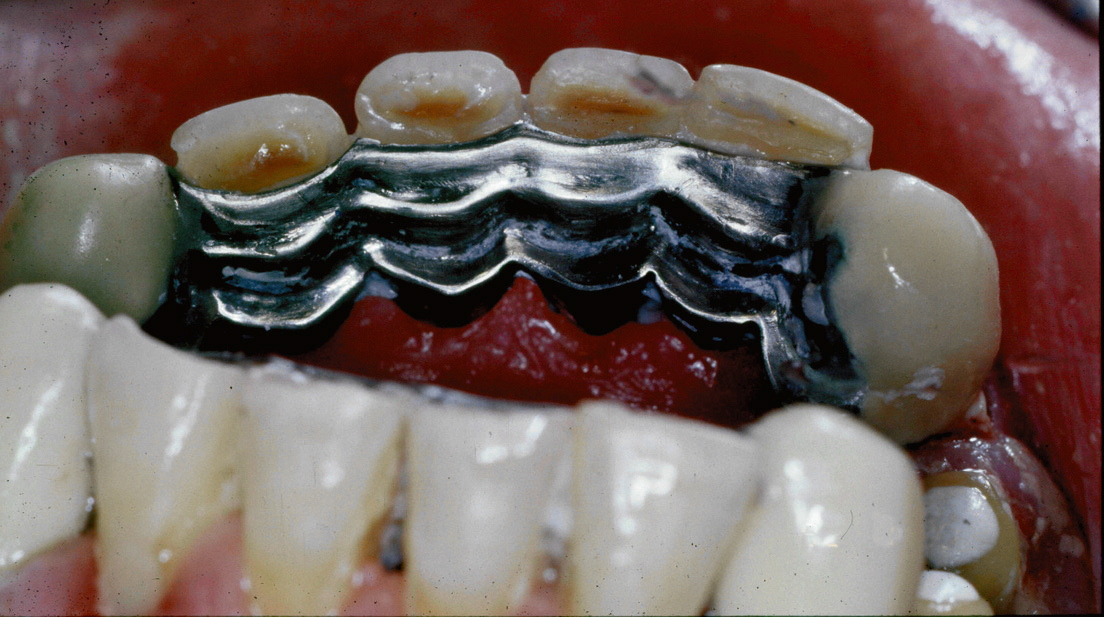
Most protetyczny metalowo-ceramiczny

1. Mosty pełnoceramiczne. Wykonane z ceramicznego materiału, który jest estetyczny i dobrze imituje naturalny wygląd zębów. Mogą być oparte na metalu lub na ceramicznym rdzeniu. Mają wysoką trwałość i odporność na przebarwienia.
2. Mosty metalowo-ceramiczne. Składają się z metalowej struktury, na której osadzane są warstwy ceramiczne, które nadają im estetyczny wygląd. Metalowa struktura zapewnia wytrzymałość i stabilność mostu.
3. Mosty pełnometalowe. Wykonane z metali, takich jak stop kobaltowo-chromowy lub stop tytanu. Są bardzo trwałe i wytrzymałe na obciążenia, ale nie są tak estetyczne jak inne rodzaje mostów protetycznych.
4. Mosty na implantach. To struktura protetyczna, która składa się z kilku części: koron osadzonych na implantach dentystycznych oraz sztucznych zębów (przegubów) umieszczonych pomiędzy nimi. Używane w przypadku braku naturalnych zębów, gdzie implanty stomatologiczne pełnią funkcję sztucznych korzeni. Mosty na implantach mogą być pełnoceramiczne, metalowo-ceramiczne lub pełnometalowe, w zależności od preferencji pacjenta i zaleceń stomatologa implantologa.
5. Mosty klejone. Mocowane do sąsiadujących zębów za pomocą specjalnego kleju. Są stosunkowo mniej inwazyjne, ponieważ nie wymagają dużej ilości przygotowania zębów pod korony[1].
6. Mosty adhezyjne (znane również jako mosty bezprepacyjne). Stosowane głównie w przypadkach, gdy nie ma potrzeby szlifowania zębów filarowych. Mosty te są cementowane na powierzchni zębów za pomocą specjalnych materiałów adhezyjnych[2].